# 1985 au Maroc
Chronologie du Maroc
- 1981
- 1982
- 1983
- 1984
- 1985
- 1986
- 1987
- 1988
- 1989

Cet article présente les faits marquants de l'année 1985 au Maroc ou relatifs au Maroc.

## Événements
- 27 au 29 avril : le premier ministre français, Laurent Fabius, se rend au Maroc[1].
- 7 au 9 août :  le roi Hassan II du Maroc convoque, à Casablanca, un sommet extraordinaire de la Ligue arabe sur la question palestinienne[1].
- 25 octobre : Karim Lamrani, Premier ministre marocain, lit à l'ONU un message du roi Hassan II annonçant un cessez-le-feu immédiat et  l'organisation d'un référendum sous le contrôle de l'O.N.U.[1].
- 27 au 29 novembre : Visite d'État du roi Hassan II en France[1].

## Sports
- Les Championnats d'Afrique de lutte 1985 se déroulent en décembre 1985 à Casablanca, au Maroc[2]. Seules des épreuves masculines de lutte libre et de lutte gréco-romaine sont disputées.
- La Coupe d'Afrique des clubs champions masculine de handball 1985 est la septième édition de la compétition. Elle a eu lieu dans la Salle Ibn Yassine et au Complexe sportif Moulay-Abdallah de Rabat au Maroc du 18 au 31 décembre 1985 avec douze clubs[3]
- La Coupe du Maroc de football 1984-1985 est la vingt-neuvième édition de la compétition.
- La Coupe du Maroc de football 1985-1986 est la trentième édition de la compétition.

## Culture
- Sortie de 44 ou les Récits de la nuit, film franco-marocain réalisé en 1981 par Moumen Smihi.